# Герб Паредеша-де-Кори
Ге́рб Паре́деша-де-Ко́ри — офіційний символ містечка Паредеш-де-Кора, Португалія. Використовується як територіальний герб. У чорному щиті пучок із трьох золотих качанів кукурудзи із зеленим листям, перев'язаний в основі червоною стрічкою. Обабіч нього срібні серпи, руків'я яких схрещені під перев'яззю. Низ щита перетятий трьома хвилястими смугами — двома срібними і однією синьою. Щит увінчує срібна мурована містечкова корона з чотирма вежами.  Під щитом біла стрічка, на якій великими літерами напис португальською: «vila de Paredes de Coura» (містечко Паредеш-де-Кора).  Офіційно затверджений 24 червня 1940 року.  

## Галерея

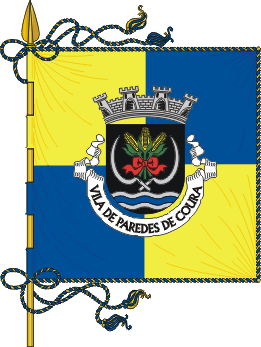
Прапор